# Radovan Charvát
Radovan Charvát (* 9. dubna 1948 Praha) je český překladatel a publicista. Zabývá se literárními překlady z němčiny a angličtiny do češtiny, překlady scénářů do němčiny aj.

## Život a dílo
Po studiu na Střední průmyslové škole elektrotechnické v Praze pokračoval ve studiu na ČVUT, kde vystudoval energetiku se zaměřením na matematiku. Následně byl zaměstnán jako matematik-analytik v ČEZu. Techniku definitivně opustil v roce 1984 a začal se věnovat tlumočnictví a překladatelství z němčiny a angličtiny. V roce 1986 strávil jako tlumočník rok v Africe. Na přelomu 80. a 90. let studoval krátce na univerzitě Johanna Wolfganga von Goetha ve Frankfurtu nad Mohanem se zaměřením na germanistiku a anglistiku a na překlady z němčiny do angličtiny a vice versa.
Po roce 1994 se věnuje pouze literárním překladům z němčiny a různým překladům z humanitní oblasti, např. pro Kabinet architektury v Ostravě, Museum Kampa – Nadace Jana a Medy Mládkových, překládá pro produkci animovaných filmů Maurfilm, spolupracuje s Českým rozhlasem, Českou televizí (s režiséry Alešem Kisilem a Jiřím Fiedorem). Překládá pro Goethe-Institut, vydavatelství Opus, nakladatelství Argo, Arbor Vitae, Paseka, Prostor, Pulchra, Volvox Globator, přeložil texty pro Ivana Steigera a Pavla Růta. Píše články pro Lidové noviny, Revolver Revue, Souvislosti, časopis A2 a revue Pandora, spolupracuje s německými nakladatelstvími Suhrkamp, Wallstein, Hanser, J. B. Metzler a S. Fischer. Působil v představenstvu Mezinárodní společnosti Thomase Bernharda (ITBG, Internationale Thomas Bernhard Gesellschaft). Překládal texty pro Cenu Ingeborg Bachmannové v Klagenfurtu. Publikuje články a recenze týkající se německojazyčné literární tvorby. Připravuje simultánní překlady k televizní a filmové produkci.
Je rozvedený, má syna Jana (* 1985) a vnučky Karlu a Františku.

### České překlady z němčiny (výběr)
Do českého jazyka převedl z němčiny kupříkladu tyto autory: Thomase Bernharda, Jana Faktora, Hermanna Hesseho, Hanse Hennyho Jahnna, Victora Klemperera, Libuši Moníkovou, Roberta Musila, Stena Nadolného, Otfrieda Preußlera, Tilmana Rammstedta, Patricka Rotha, Winfrieda Georga Sebalda, Waltera Sernera, Arno Schmidta či Roberta Walsera.

## Ocenění
- 2007 – nominace na překladatelskou cenu Magnesia Litera za překlad Sebaldových Vystěhovalců
- 2006 – Cena kulturní nadace ProHelvetia za překlady děl Roberta Walsera
- 2005 – Cena pro středoevropské překladatele 2005, Spolek Adalberta Stiftera (Adalbert Stifter Verein), Mnichov
- 2003 – Cena od spolkového kancléřství ve Vídni v Rakousku za překlady z rakouské literatury